# Pseudomops mimicus
Pseudomops mimicus är en kackerlacksart som beskrevs av Walker, F. 1868. Pseudomops mimicus ingår i släktet Pseudomops och familjen småkackerlackor. Inga underarter finns listade i Catalogue of Life.